# Une dernière volonté
Une dernière volonté (Tempted) est un téléfilm américain réalisé par Maggie Greenwald et diffusé le 10 mars 2003 sur Lifetime.

## Synopsis
Emma (Virginia Madsen) est une avocate qui, lorsqu'elle ne travaille pas, s'occupe de son mari et de ses deux jeunes enfants. Un jour, elle apprend le décès de Lily, la femme qui s'était occupé d'elle lors de son enfance et vivait avec son père. Dans une lettre, Lily lui demande de répandre ses cendres à Hawaï, la terre de ses ancêtres.
Emma se dirige donc vers Hawaï, malgré les réserves de son mari, et y rencontre Kala (Jason Momoa), le jeune et séduisant neveu de Lily. Rapidement, Emma apprend les secrets de son passé et notamment l'identité de sa vraie mère qui l'avait abandonné après sa naissance...

## Fiche technique
- Réalisation : Maggie Greenwald
- Scénario : Vivienne Radkoff
- Société de production : von Zerneck/Sertner Films

## Distribution
- Virginia Madsen : Emma Burke
- Lainie Kazan : Julia
- Jason Momoa : Kala
- Kieu Chinh (en) : Kehau
- Andrew McFarlane : Mike
- Brooke Harman : Jamie
- Mikhael Wilder : Billy
- Robert Coleby (en) : l'avocat